# St. Marien (Nienhagen)

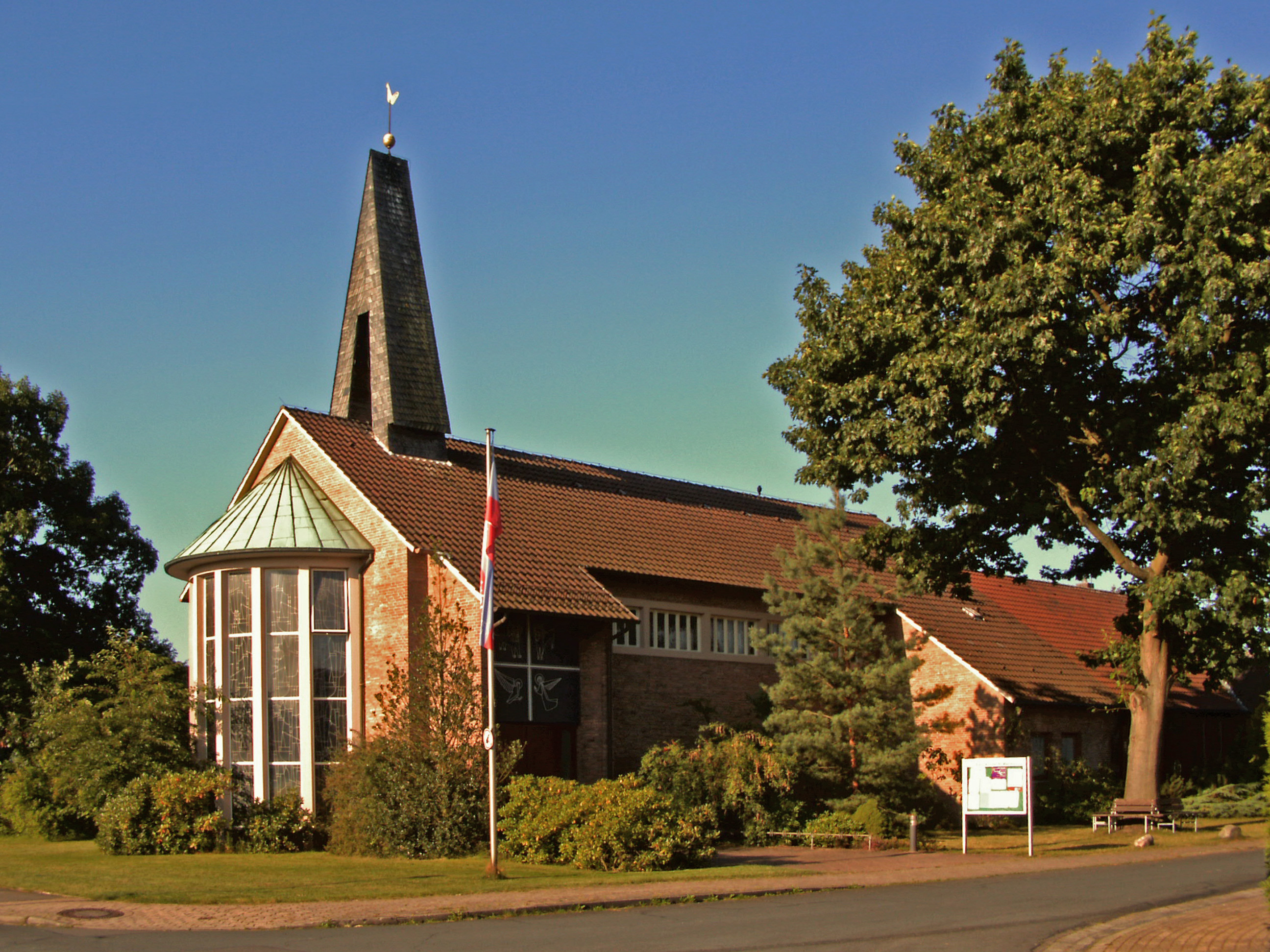
St.-Marien-Kirche in Nienhagen

St. Marien ist eine römisch-katholische Filialkirche in Nienhagen, einer Gemeinde im niedersächsischen Landkreis Celle. Sie gehört zur Pfarrgemeinde St. Ludwig in Celle im Dekanat Celle des Bistums Hildesheim.
Der Standort der St. Marienkirche liegt im Klosterhof, einem Areal, in dem bereits zu Beginn des 13. Jahrhunderts durch Herzogin Agnes von Landsberg ein Zisterzienserkloster gegründet wurde. Dieses Kloster wurde 1231 nach Wienhausen verlegt.
Die Grundsteinlegung erfolgte am 22. Januar 1961 durch den Dechanten Pfarrer Höbbel aus Celle. Die Kirche wurde bereits am 23. Dezember desselben Jahres durch den Bischof von Hildesheim Heinrich Maria Janssen geweiht auf den Namen Maria, Regina Apostolorum – Maria, Königin der Apostel.
St. Marien war Filialkirche der mit Wirkung vom 1. April 1961 selbständig gewordenen Kirchengemeinde Wathlingen, wo sich bis 2006 neben der St.-Barbara-Kirche das zuständige Pfarrbüro am Papst Benedikt XVI.-Platz befand. Zum 1. November 2006 erfolgte die Fusion beider Kirchengemeinden mit St. Ludwig (Celle).

## Namen
Der Name „Maria Regina Apostolorum – Maria, Königin des Himmels“ entspricht einem der Anrufungsnamen Marias aus der Lauretanischen Litanei.

## Geschichte
In dem noch heute als Klosterhof bezeichneten Bereich bauten die nach 1945 nach Nienhagen gekommenen katholischen Vertriebenen seit 1952 die ersten Häuser. Die ca. 320 Katholiken wurden von dem Seelsorgebezirk Wathlingen betreut, der bereits am Ende des Zweiten Weltkriegs gegründet worden war. Dieser Seelsorgebezirk umfasste außer Nienhagen weitere 23 Ortschaften und betreute insgesamt 1200 Katholiken in einem Umkreis von 25 km um Wathlingen.
Am 13. April 1955 übernahm Kaplan Georg Ziermann den Seelsorgebezirk Wathlingen. Er initiierte noch im selben Jahr die Gründung einer Kolpingwerkgruppe, die fortan zu den aktivsten Gliederungen der katholischen Gemeinde zählte.
Über zwölf Jahre war die Gemeinde für ihre Gottesdienste auf die Gastfreundschaft der evangelischen Gemeinden angewiesen. Mit großen Erwartungen war daher im Juli 1957 der Kauf eines Grundstücks im Klosterhof Nienhagen verbunden. Doch zunächst war aus finanziellen Gründen an einen Kirchenbau nicht zu denken. Im August 1958 wurde ein Kirchbauverein gegründet. Da die politische Gemeinde Nienhagen einen nicht unerheblichen Betrag in Aussicht gestellt hatte, nahmen die Pläne konkretere Gestalt an.
In Zusammenarbeit mit dem Bonifatiuswerk wurde entschieden, dass auch die benachbarte Gemeinde in Wathlingen eine Kirche bauen konnte. Wathlingen wurde zum 1. April 1961 Sitz des von Celle unabhängigen Pfarramtes St. Barbara und St. Marien, dessen Leitung 30 Jahre lang Georg Ziermann innehatte.

## Architektur
Die Kirche wurde nach Entwurf des Architekten und Hildesheimer Diözesanbaurats Josef Fehlig erbaut. Die Bauleitung übte der Ahlener Architekt Knöchelmann aus, mit der Bauausführung war das Baugeschäft Karl Seegelken in Nienhagen beauftragt.
Für das Bauvorhaben wurden durch den Generalvorstand des Bonifatiusvereins (heute Bonifatiuswerk) in Paderborn 151.000 DM veranschlagt. Berücksichtigt wurde 1960 bereits der Bau eines Jugendheims (bzw. Unterrichtsraums) mit einem Anteil von 25.000 DM. ¾ der Kosten wurde vom Bonifatiusverein getragen.
Wie bei allen Kirchenbauten in dieser Zeit mahnte der Bonifatiusverein an, es dürfe nur ein schlichter, einfacher, keineswegs aufwändiger Bau geplant werden: „Die Kunst besteht eben darin, mit verhältnismäßig bescheidenen Mitteln ein künstlerisch ansprechendes und solides, zur Andacht stimmendes Kirchlein zu errichten.“ Lobend erwähnt wurden die Bemühungen des Kirchenbauvereins.
Die Kirche aus Ziegel-Mauerwerk ist ein einschiffiger Saalbau mit 12 m Breite und 22 m Länge, der 120 Sitzplätze und 90 Stehplätze bietet und ein Satteldach mit Dachreiter trägt. Die halbkreisförmige Apsis ist vom Boden bis zur Decke in 28 Fenster mit farbiger Glasmalerei aufgelöst. Die Farbverglasungen der Fenster stammen vom Glasmaler Enrico Zappini in Paderborn und haben eine Einzelgröße von 77 cm × 144 cm. Die Rundbogenfenster der Apsis thematisieren Motive aus der Lauretanischen Litanei.
Über dem Eingang befindet sich ein Schmuckfeld mit den Symbolen der vier Evangelisten aus Eisen von dem Hildesheimer Künstler Heinrich Waldmann.
Der Innenraum erhält Licht durch bunte Bleiglasfenster desselben Künstlers mit den Motiven Kerzen und Kreuz sowie Wein und Ähren.

## Glocke
Im Dachreiter der St.-Marien-Kirche läutet eine dis″-Glocke, die vor dem Zweiten Weltkrieg zu den 16 Läute- und Uhrschlagglocken des Hildesheimer Domes gehörte. Da dort nach dem Krieg nur eine der ursprünglich neun, den Krieg überstandenen Glocken Verwendung finden konnte, wurde die dis″-Glocke als Leihgabe an die neu gebaute Kirche in Nienhagen gegeben. Pfarrer Ziermann musste sich im Namen der Pfarrgemeinde in einem Anerkennungsschreiben vom 22. September 1961 verpflichten, die Leihgabe an den Verwalter des Domkirchengutes innerhalb eines Vierteljahres zurückzugeben, falls er dazu schriftlich aufgefordert würde.